# Flamingokvintetten
Flamingokvintetten var ett svenskt dansband från Partille utanför Göteborg som bildades 1960 av Gunnar Karlsson, Hasse Carlsson, Bjarne Lundqvist, Dennis Janebrink och Calle Nilsson. Bandet gjorde sin sista spelning 2022.
I maj 2023 tilldelades Flamingokvintetten en Grammis för kategorin ”Årets Dansband”.

## Historik
Orkestern startades 1957 av Hasse Carlsson och Gunnar Karlsson under namnet Tutti Frutti Boys. År 1960 bytte bandet namn till Flamingokvintetten. Med från starten var Gunnar Karlsson, Hasse Carlsson, Bjarne Lundqvist, Dennis Janebrink och Calle Nilsson. År 1963 ersatte Boris Estulf Bjarne Lundqvist bakom trummorna, eftersom Lundqvist började i Streaplers. 1965 slutade Calle Nilsson och året därpå blev Åke Andersson medlem. Det stora genombrottet kom 1966 med Lilla Ann och 1967 fick Flamingokvintetten sin första placering på Svensktoppen med låten Det hjälper ingalunda lej, vilken följdes året därpå av Nynna en sång och Hon är sexton år i dag.
År 1970 bildade Flamingokvintetten ett eget skivbolag, Flam Records, där bandet släppte sina egna album och singlar. Albumen numrerades för att man ville att folk skulle börja samla på skivorna, och man satte även dit ett ”garantimärke” i hörnet på skivornas omslag, där de stod: ”Endast medlemmarna i Flamingokvintetten medverkar på denna skiva”. Detta märke tog man dock bort i samband med att skivbolagsdirektören Bert Karlsson köpte upp Flam Records och dess rättigheter i mitten på 1980-talet.
Flamingokvintetten låg på Svensktoppen med bland annat Kärleksbrev i sanden, Hemma hos mig igen och Där näckrosen blommar. Åren 1974 och 1975 röstades bandet fram till "Sveriges populäraste dansband" i en tävling arrangerad av kvällstidningen Expressen.
År 1978 ersattes Åke Andersson av Askin Arsunan, som dock slutade efter bara två år och ersattes 1980 av Hans Otterberg. Gitarristen Gunnar Karlsson slutade 1984 och ersattes av Henrik Uhlin. Trummisen Boris Estulf slutade 1993 efter trettio år i Flamingokvintetten. Han ersättes av Bjarne Lundqvist som tidigare hade varit med i bandet 1960–1963. År 1994 drabbades Hasse Carlsson av en ”mördarbakterie”, som medförde att han inte längre kunde spela gitarr. Han kunde dock efter några år börja spela gitarr igen, men då mer sporadiskt. 2002 slutade keyboardisten Hans Otterberg efter 22 år i bandet och ersattes av Fredrik Strelvik.
Flamingokvintetten firade 45 år som orkester 2005. Samlingsboxen 45 år i en box gavs ut av Thomas Engström (som även gett ut Stora Dansbandsboken 1963-2003) och filmaren Joakim Jalin. Den innehöll en CD, DVD samt en bok i fyrfärg. Jubileet kantades dock av sorg, då keyboardisten Fredrik Strelvik med hustru Marie omkom i tsunamikatastrofen 26 december 2004 under semestern i Thailand. Strelvik efterträddes av Stefan Kardebratt.
År 2007 gav Flamingokvintetten ut en ny CD-skiva där samtliga låtar är skrivna av Hasse Carlsson. Det var mestadels nyinspelningar av låtar som varit med på olika plattor under 1980-talet, fast med nya arrangemang. Samma år slutade Bjarne Lundqvist återigen, denna gång på grund av mångårig tinnitus som hade förvärrats. Han ersattes av Lars Lindholm. År 2008 slutade gitarristen Henrik Uhlin som spelat i bandet sedan 1984 och ersattes av Douglas Möller från The Spotnicks. I samband med detta började Flamingokvintetten 2008–2009 att göra konserter för sittande publik, vilket visade sig vara en succé. Parallellt med detta körde bandet på som vanligt med dansspelningarna.
År 2010, när Flamingokvintetten fyllde 50 år, släpptes albumet Tack & förlåt, och samma år tilldelades de en guldskiva för samlingsskivan Flamingokvintettens bästa som hade sålts i över 20 000 exemplar. I november 2012 släpptes albumet Den här sången..., där låten "Flickorna i Göteborg" blev en hit. 2013 slutade trummisen Lars Lindholm i Flamingokvintetten och ersattes av Ulf Georgsson. 2016 släpptes albumet En gång till, där majoriteten av materialet bestod av nyinspelningar av låtar från 1970-talets storhetstid. 
Den 1 april 2022 släpptes albumet Vi lyfter på hatten, som blev Flamingokvintettens sista. Under våren 2022 hade bandet sin sista konsertturné, ”The Farewell Tour”, som avslutades i Jönköpings teater den 14 maj 2022. Turnén skulle egentligen påbörjas år 2020, men covid-19-pandemin satte stopp för detta.

## Medlemmar

### Sång och kompgitarr
- Hasse Carlsson (1960–2022)

### Gitarr
- Gunnar Karlsson (1960–1984)
- Henrik Uhlin (1984–2008)
- Douglas Möller (2008–2022)

### Bas
- Dennis Janebrink (1960–2022)

### Trummor
- Bjarne Lundqvist (1960–1963, 1993–2007)
- Boris Estulf (1963–1993)
- Lars Lindholm (2007–2013)
- Ulf Georgsson (2013–2022)

### Keyboards
- Carl-Mårten Nilsson (1960–1965)
- Åke Andersson (1966–1978)
- Askin Arsunan (1978–1980)
- Hans Otterberg  (1980–2002)
- Fredrik Strelvik (2002–2004)
- Stefan Kardebratt (2005–2022)

### Tenorsaxofon
- Åke Andersson  (1966–1978)

### Tvärflöjt
- Åke Andersson  (1966–1978)

### Klarinett
- Åke Andersson  (1966–1978)

### Altsaxofon
- Henrik Uhlin (1984–2008)

## Diskografi

### Album
- 1967 – Harrli harrlå
- 1968 – Jag går ut med hunden
- 1969 – Chin Chin
- 1970 – Hälften av varje
- 1970 – Flamingokvintetten 1
- 1972 – Flamingokvintetten 2
- 1972 – Flamingokvintetten 3
- 1973 – Flamingokvintetten 4
- 1974 – Flamingokvintetten 5
- 1975 – Flamingokvintetten 6
- 1976 – Flamingokvintetten 7
- 1977 – Singel LP
- 1977 – Flamingokvintetten 8
- 1978 – Flamingokvintetten 9
- 1979 – Flamingokvintetten 10
- 1980 – Flamingokvintetten 11
- 1981 – Flamingokvintetten 12
- 1982 – Flamingokvintetten 13
- 1983 – Flamingokvintetten 14
- 1984 – Flamingokvintetten 15 - En vän du kan väcka mitt i natten
- 1985 – Flamingokvintetten 16
- 1986 – Flamingokvintetten 17 - Flickan Från Heidelberg
- 1987 – Flamingokvintetten 18
- 1988 – Flamingokvintetten 19
- 1989 – Flamingokvintetten 20
- 1992 – Flamingokvintetten 21
- 1993 – Samma tid samma plats
- 1996 – Favoriter
- 1997 – Lata dagar med dig
- 2000 – Da Capo
- 2001 – Amor
- 2004 – Sommarfavoriter
- 2007 – De första 45 åren
- 2007 – I mina drömmar
- 2010 – Tack & förlåt
- 2012 – Den här sången...
- 2016 – En gång till
- 2021 – En kväll i parken
- 2022 – Vi lyfter på hatten

### Singlar
- 1968 – "Happy Birthday Sweet Sixteen" / Don't gamble with love
- 1968 – "Mera sol och mera värme / "Vårens första dag"
- 1970 – "Looky-Looky"

## Listlåtar

### Melodier på Svensktoppen
- Det hjälper ingalunda lej – 1967
- Nynna en sång – 1968
- Hon är sexton år idag – 1968
- Ta fram dom glada minnena – 1972
- Kärleksbrev i sanden – 1973
- Hemma hos mig igen – 1973/1974
- Där näckrosen blommar – 1974/1975[5]
- Amigo - 1980
- Så länge hjärtat slår – 1996
- Du är min längtan – 1997
- Lata dagar med dig – 1997
- Ditt leende är sommaren för mig – 1998
- Bara för din skull – 2001
- Min käraste – 2002

### Missade Svensktoppen
- I din famn är världen så skön – 1997
- Här bor sommaren – 1999

### Fotnoter
1. ↑  läs online, www.dansbandssidan.com , läst: 30 maj 2023.[källa från Wikidata]
2. ↑  ”Sveriges populäraste dansband Flamingokvintetten”. Expressen:  s. 34. 17 november 1974. https://tidningar.kb.se/4112703/1974-11-17/edition/11225/part/1/page/34/?q=sveriges%20b%C3%A4sta%20dansband&newspaper=EXPRESSEN&from=1974-01-01&to=1974-12-31. Läst 18 maj 2020.
3. ↑  ”Årets dansbandstävling avgjord: Flamingokvintetten vann igen.”. Expressen:  s. 36. 23 november 1975. https://tidningar.kb.se/4112703/1975-11-23/edition/11225/part/1/page/36/?q=sveriges%20popul%C3%A4raste%20dansband&newspaper=EXPRESSEN&from=1975-01-01&to=1975-12-31. Läst 18 maj 2020.
4. ↑  ”Flamingokvintetten firar 45 år”. Göteborgs-Posten. 22 april 2025. https://www.gp.se/kultur/flamingokvintetten-firar-45-%C3%A5r-1.1146111. Läst 19 maj 2020.
5. ↑  ”Svensktoppen 1974”. Sveriges Radio. https://sverigesradio.se/Diverse/AppData/Isidor/files/2023/3472.txt. Läst 19 maj 2020.